# Большая (Тверская область)
Больша́я — деревня в Конаковском районе Тверской области. Входит в состав Ручьёвского сельского поселения.

## География
Находится в юго-восточной части Тверской области на расстоянии приблизительно 22 км на юго-восток по прямой от районного центра города Конаково.

## История
Известна с 1628 года как владение боярина Федора Ивановича Шереметева и состояла из 2 дворов. В 1859 году здесь (деревня Корчевского уезда Тверской губернии) было учтено 9 дворов, в 1900 — 17. Ныне имеет дачный характер.

## Население
Численность населения: 109 человек (1859 год), 106 (1900), 0 как в 2002 году, так и в 2010.